# Grab der Klytaimnestra

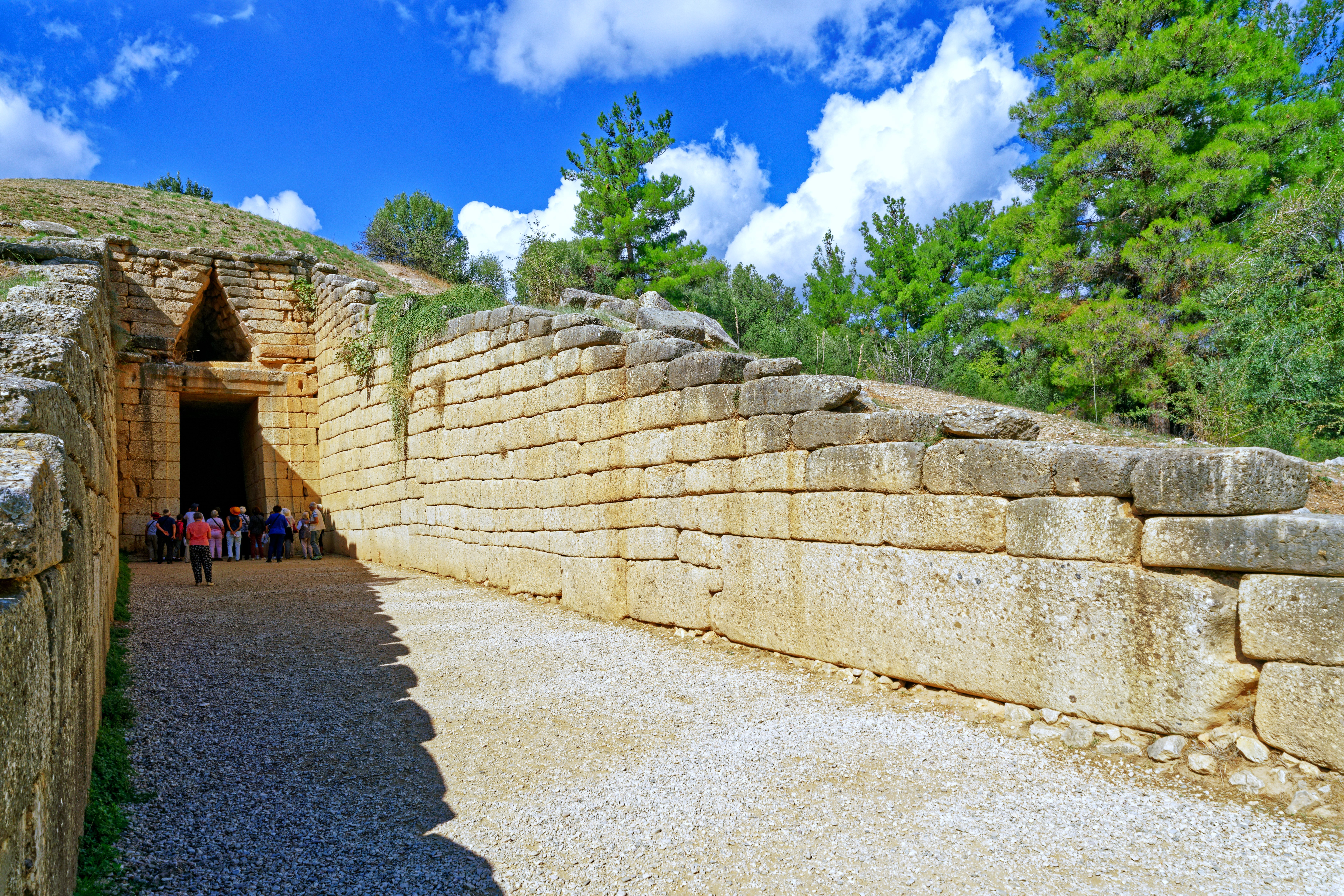
Dromos (Korridor) und Eingang des Grabes der Klytaimnestra

Grab der Klytaimnestra (neugriechisch τάφος της Κλυταιμνήστρας taphos tis Klytemnistras) wird ein Tholosgrab in Mykene genannt. Nach der Klassifizierung von Alan Wace gehört es zur dritten Tholos-Gruppe und datiert in die Späthelladische Zeit (SH III B). Es ist das jüngste Tholosgrab von Mykene und wurde um 1220 v. Chr. errichtet.

## Benennung

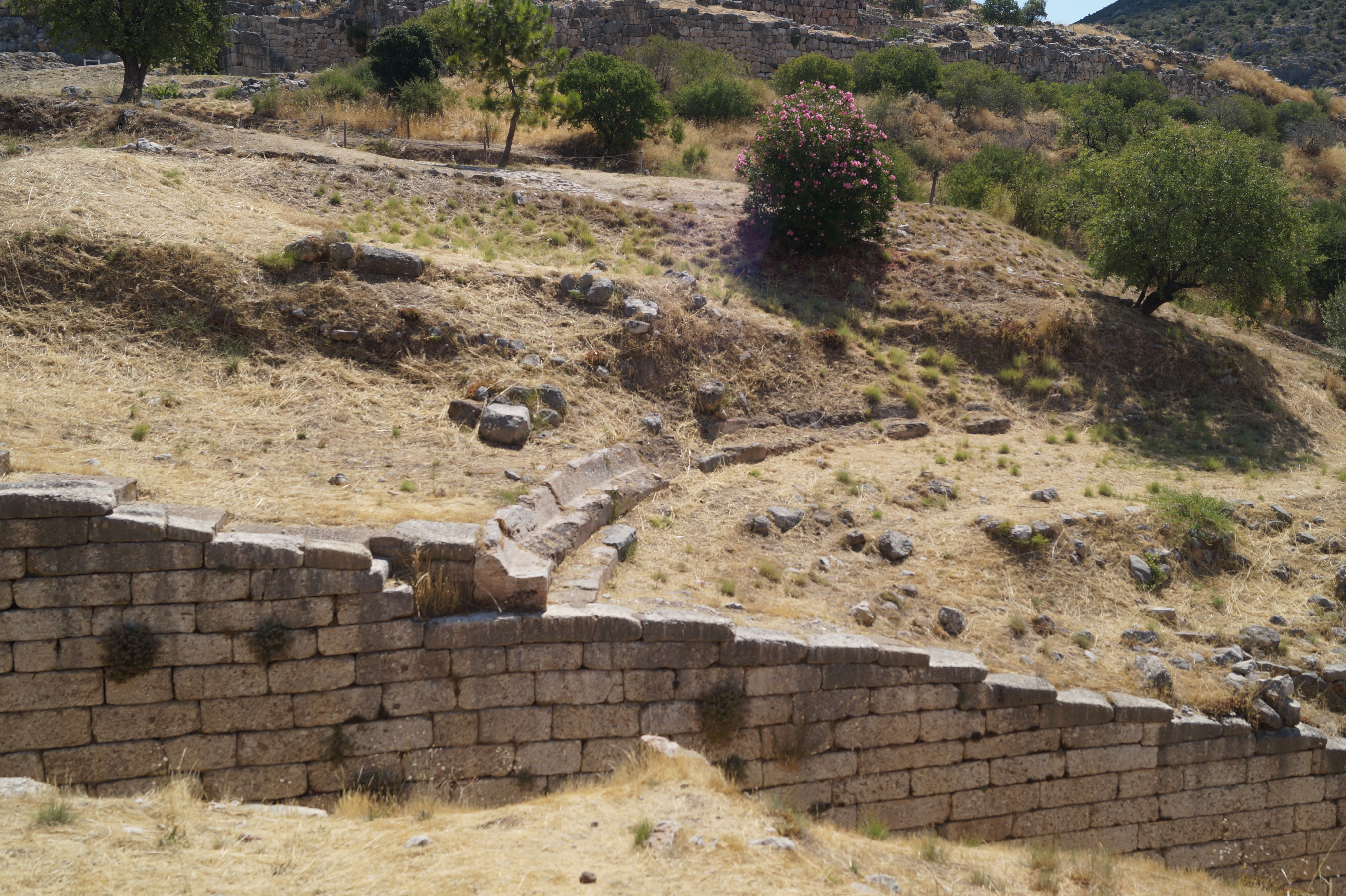
Unterste Sitzreihe des Theaters von Mykene über dem Dromos des Grabes.

Benannt wurde das Grab nach Klytaimnestra, der Gattin des mykenischen Herrschers Agamemnon, obwohl es unwahrscheinlich ist, dass sie hier begraben wurde. Pausanias berichtete, dass Klytaimnestra und Aigisthos wegen der Ermordung des Agamemnons nicht innerhalb der Stadtmauern begraben werden durften. Deshalb ordnete man die beiden Tholosgräber westlich der Akropolis diesen beiden mythischen Personen zu. Heute weiß man, dass sich die Stadt noch weiter nach Westen ausdehnte und sich diese Gräber innerhalb von Mykene befanden, trotzdem behält man diese Bezeichnungen bei. Heinrich Schliemann nannte das Grab Schatzhaus beim Löwentor und Friedrich Adler Grab des Agamemnon.

## Beschreibung
Das Grab liegt etwa 130 m westlich des Löwentors von Mykene. Der Zuweg (Dromos) hat eine Länge von 37 m und eine Breite von 6 m. Er wurde aus gut behauenen und zum Teil auch gesägten Konglomeratblöcken errichtet. 1,5 m östlich der rechten Dromosmauer fand man eine Mauer aus unregelmäßigen kleinen Steinen, die vermutlich die Dromosmauer vor Grundwasser schützen sollte. Die linke Dromosmauer war vermutlich noch zu einer sehr frühen Zeit teilweise eingestürzt und wurde wieder errichtet, hierbei wurden jedoch einige Steine verwechselt.
Der Eingang hat eine Höhe von 5,60 m, unten eine Breite von 2,54 m und verjüngt sich nach oben auf 2,42 m. Über dem Tor befindet sich ein sogenanntes Entlastungsdreieck, das die Last des Oberbaues auf die Seitenwände umleiten und so die Deckbalken entlasten soll. Die Fassade war ursprünglich mit Schmuckelementen aus Stein versehen. So gab es rechts und links des Eingangs zwei Halbsäulen aus dunkelgrauem Alabaster, die, wie die noch vorhandenen Säulenbasen zeigen, mit 13 Kanneluren versehen waren. Das Mauerwerk und das Entlastungsdreieck waren früher mit rotem und grünem Marmor verkleidet.
Als Überdachung des etwa 4 m langen Torweges dienen drei große Decksteine. Im mittleren Deckstein fand man Löcher für die Angeln der Holztore. Hieraus schließt man, dass das Grab über einen längeren Zeitraum genutzt wurde oder man für den Totenkult Zutritt benötigte. Die Grabkuppel hat einen Durchmesser von 13,50 m und eine Höhe von 13,50 m. Die innere Verkleidung des Entlastungsdreiecks ist noch vollständig erhalten. Der Felsboden war ursprünglich mit Sand und Kalk bestreut. Etwa in der Mitte der Kuppel legte man einen Ablauf an, um eindringendes Wasser aus dem Grab zu entfernen. Hierfür hatte man eine Drainageleitung unter der Türschwelle und unter dem Dromos nach draußen gegraben und mit Steinen abgedeckt. Über dem Kuppelgrab wurde aus Erde ein Hügel errichtet. Östlich des Grabes fand man eine gebogene Stützmauer, die das Abrutschen der Erde verhindern sollte.
Die spärlichen Funde sind heute im Archäologischen Nationalmuseum in Athen ausgestellt. Sie bestehen aus einem Bronzespiegel, Schmuck aus Goldfolie, Elfenbeinplatten, Siegelsteinen und Halsketten und Kugeln aus Glas, Fayence und Lapislazuli. Im Dromos fand man geometrische Keramik, Hera-Idole und archaische Kuhidole. Daraus schließt man, dass zu dieser Zeit der Zugang langsam verschüttete. In hellenistischer Zeit war das Grab offenbar in Vergessenheit geraten. Im 3. Jahrhundert v. Chr. errichtete man ein Theater über dem Dromos, von dem links und rechts des Zugangs die unterste Sitzreihe zu sehen ist. Außerdem fand man am Beginn des Zuwegs die Fundamente von hellenistischen Häusern.

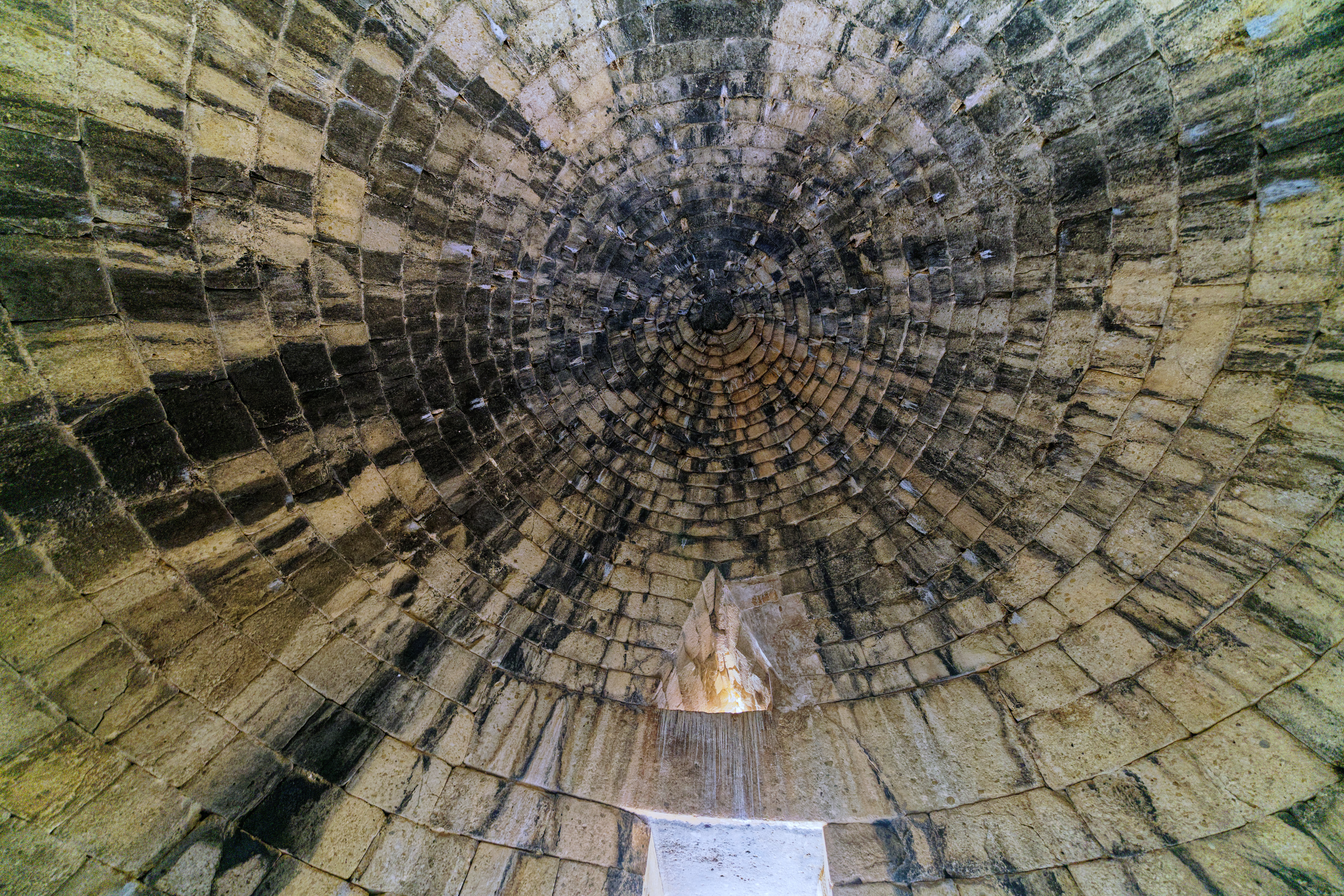
Kuppel des Grabes

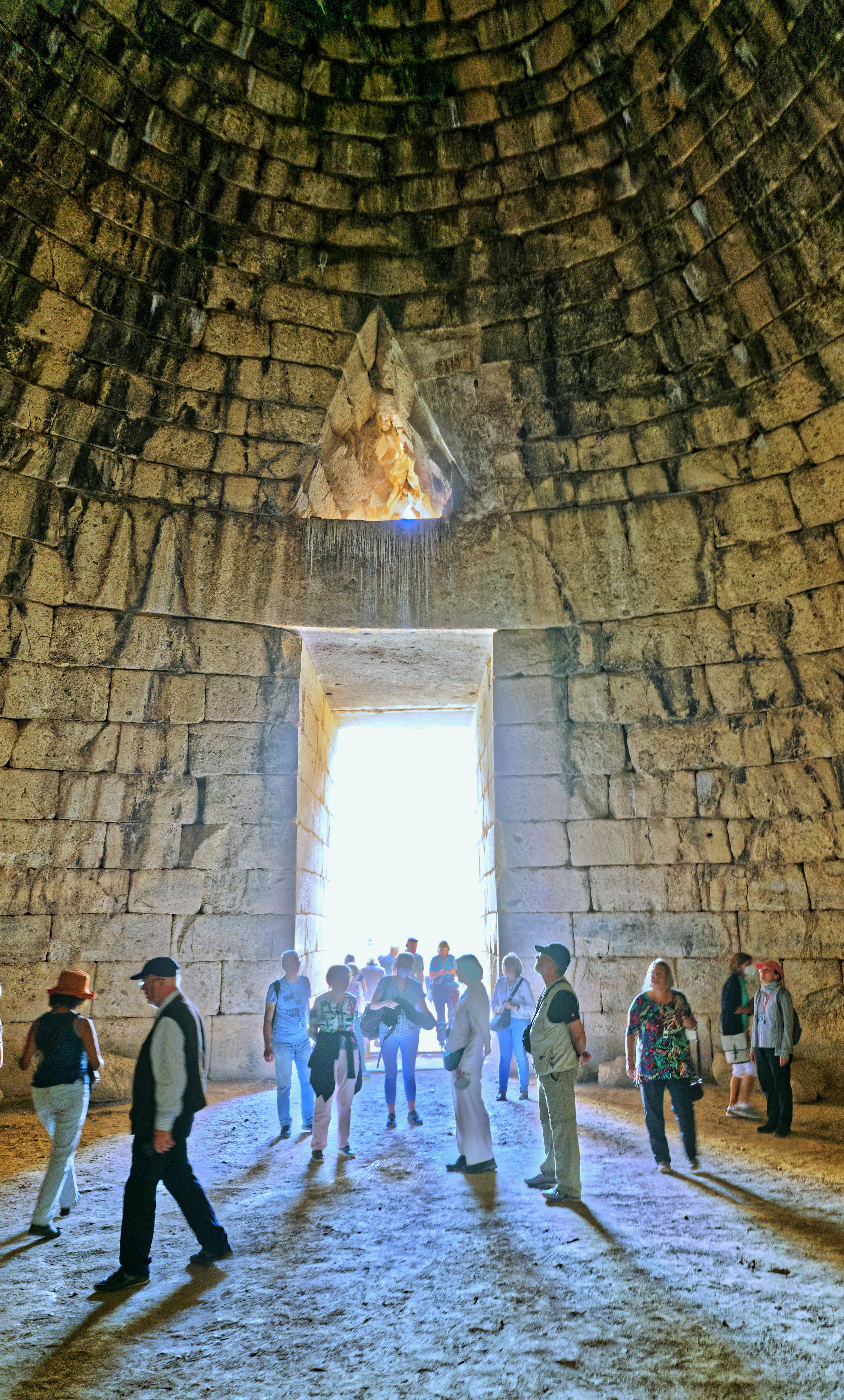
Touristen im Grabgewölbe.

## Erforschung
Das Grab wurde 1808 beim Bau einer Wasserleitung, die das nahegelegene Dorf Charvati mit Wasser versorgen sollte, gefunden. Veli Pascha von Morea soll daraufhin das Grab im gleichen Jahr geplündert haben. Im September 1876 führte Sophia Schliemann, die Gattin Heinrich Schliemanns, erste systematische Grabungen am Grab der Klytaimnestra durch. Sie erreichte jedoch nur in der Mitte des Tholosgrabes den Felsboden. 1922 legte der britische Archäologe Alan Wace das Grab komplett frei. 1950 begann die Anastelosis-Abteilung des Griechischen Archäologischen Service unter Leitung von Ioannis Papadimitriou mit Instandsetzungsarbeiten am Grab der Klytaimnestra. Zunächst baute man die östliche einsturzgefährdete Dromosmauer ab, nummerierte die Steine und errichtete die Mauer neu. 1951 ergänzte man den oberen Teil des Kuppelbaues, der bisher nur bis zu einer Höhe von 8,55 m erhalten war. Hierfür verwendete man Originalsteine, die man aufgefunden hatte, und fehlende Steine wurden durch neue ergänzt. Bei diesen Arbeiten entdeckte man den Grabzirkel B.